# Allegheny Valley Connector
Allegheny Valley Connector — один із трубопроводів, споруджених на північному сході США для транспортування природного газу сланцевої формації Марцеллус.
Одним із центрів «сланцевої революції» став штат Пенсільванія, на заході якого для транспортування продукції від газозбірних мереж спорудили Allegheny Valley Connector. Він забезпечує подачу природного газу до Texas Eastern Transmission (первісно споруджена для поставок блакитного палива з регіону Мексиканської затоки), Dominion Transmission (сполучає ряд штатів північно-східного регіону) та Peoples Natural Gas Company (дистрибуційна мережа в Пенсильванії).
Довжина Allegheny Valley Connector 209 миль, пропускна здатність до 4,6 млрд м3 на рік. У складі системи працюють підземні сховища газу з активним обсягом 0,3 млрд м3 та пікової видачею до 6,9 млн м3 на добу.